# Philipp Schmid (Moderator)

Philipp Schmid (2020)

Philipp Schmid (* 29. November 1971 in Stuttgart) ist ein deutscher Radiomoderator und Musiker.

## Leben
Schmid erhielt seine erste musikalische Ausbildung bei den Stuttgarter Hymnus-Chorknaben. 1989 gründete er u. a. mit Thomas Laske und Andreas Weller die a cappella Gruppe Stuttgart Harmonists, die bis heute hin und wieder auftritt. Nach dem Abitur am Eberhard-Ludwigs-Gymnasium 1991 absolvierte er seinen Zivildienst im Kinderkrankenhaus Olgahospital Stuttgart.
Von 1992 bis 1997 studierte er Schulmusik (Hauptfach Klavier) an der Staatlichen Hochschule für Musik in Karlsruhe. Schon während seines Studiums arbeitete er als Unterhaltungs- und Barpianist und wirkte auf diversen CD-Produktionen als Studiomusiker mit. Mit seinem Jazztrio Trio de Janeiro sind zwei CDs erschienen. 1997 begann er den Aufbaustudiengang Rundfunk-Musikjournalismus am Institut LernRadio der Musikhochschule Karlsruhe, den er 1999 mit Diplom abschloss. Philipp Schmid lebt in Hamburg, ist verheiratet und hat zwei Töchter.

## Radio
Nach freier Mitarbeit für verschiedene ARD-Rundfunkanstalten moderierte Schmid von 2000 bis 2003 in Kaufbeuren bei Radio Ostallgäu die Morgensendung. 2003 wechselte er zum Bayerischen Rundfunk und moderierte die Klassiksendung für Jugendliche, 19.4, sowie die Frühsendung Allegro. Seit 2004 moderiert Philipp Schmid bei NDR Kultur die Sendung Klassisch in den Tag, hier spielt er als besonderes Element auch hin und wieder selbst Klavier.

## Fernsehen
Im NDR Fernsehen wirkte er bei diversen Dokumentationen mit, zusammen mit Julian Sengelmann (Julian & Philipp – das Chorexperiment) oder mit Heike Götz (Pilgern im Norden). Seit 2015 kommentiert Philipp Schmid für die Kulturradios der ARD und das NDR Fernsehen die Last Night of the Proms in der Nachfolge von Rolf Seelmann-Eggebert.

## Auszeichnungen
- 1996: Bester Barpianist beim europaweiten Yamaha Piano Entertainment Wettbewerb
- 2017: Nominierung als Bester Moderator beim Deutschen Radiopreis
- 2018: Auszeichnung in der Kategorie Bester Moderator beim Deutschen Radiopreis[4].